# XM1203 NLOS-C
XM1203 NLOS-Cは、アメリカ合衆国が開発していた155mm自走榴弾砲である。NLOS-CはNon-Line-of-Sight Cannon（非視線砲）の意で、アメリカ陸軍の将来戦闘システム有人地上車両プログラムの主要な車両だった。

## 概要
NLOS-CはM109自走榴弾砲を置き換える目的で開発されていたが、2009年12月にキャンセルされた。NLOS-Cには、同じく2002年にキャンセルされたXM2001自走榴弾砲の技術が使われていた。
NLOS-Cは、ネットワーク化された長距離照準と戦闘部隊支援のための精密攻撃、近接支援のための持続砲火と戦術的なスタンドオフ交戦のための射撃を提供することを目的としていた。
NLOS-Cでは、M109では実装しなかった機能を追加する予定であった。具体的には、複数の種類の砲弾の素早い切り替える機能で、照明弾の後に榴弾、その後エリアエフェクト弾が続くようになっていた。これにより、NLOS-Cは異なる射撃命令に応じた砲弾の変更を行うことができる。
提案された計画では、射撃間隔はM109よりも短く、MRSI能力(異なる軌道で複数の砲弾を発射し、同時に標的に命中させる能力)を持たせる予定だった。これらは敵に移動のための反応時間を与えず、乗員の削減して発射速度を大幅に向上させるという目標を達成したクルセイダーの自動装填装置によって実現した。
計画では、強化された通信およびデータ機能によるネットワーク化された高速機動部隊の一員としての運用が構想された。これらは友軍の誤射や巻き添えを減らすために、高精度で迅速な対応を可能にすると同時に、支援を必要とする部隊に優れた防御砲撃を提供する。車両のナビゲーションと照準情報は、GPSとネットワーク化された情報システムによって提供される。
給油方法の改善と砲弾の自動装填化によって補給時間が短縮され、砲撃システムを2人の乗組員を使用することも可能となった。
NLOS-Cは8つのMGVバリアントの中で最も重い車両の1つになる予定で、2003年6月時点でNLO重量は必須戦闘能力で25.3トン、最大戦闘能力で29.2トンと予測されていた。
またNLOS-Cは、NLOS-迫撃砲車と特に高い共通性を持っていた。

## 来歴

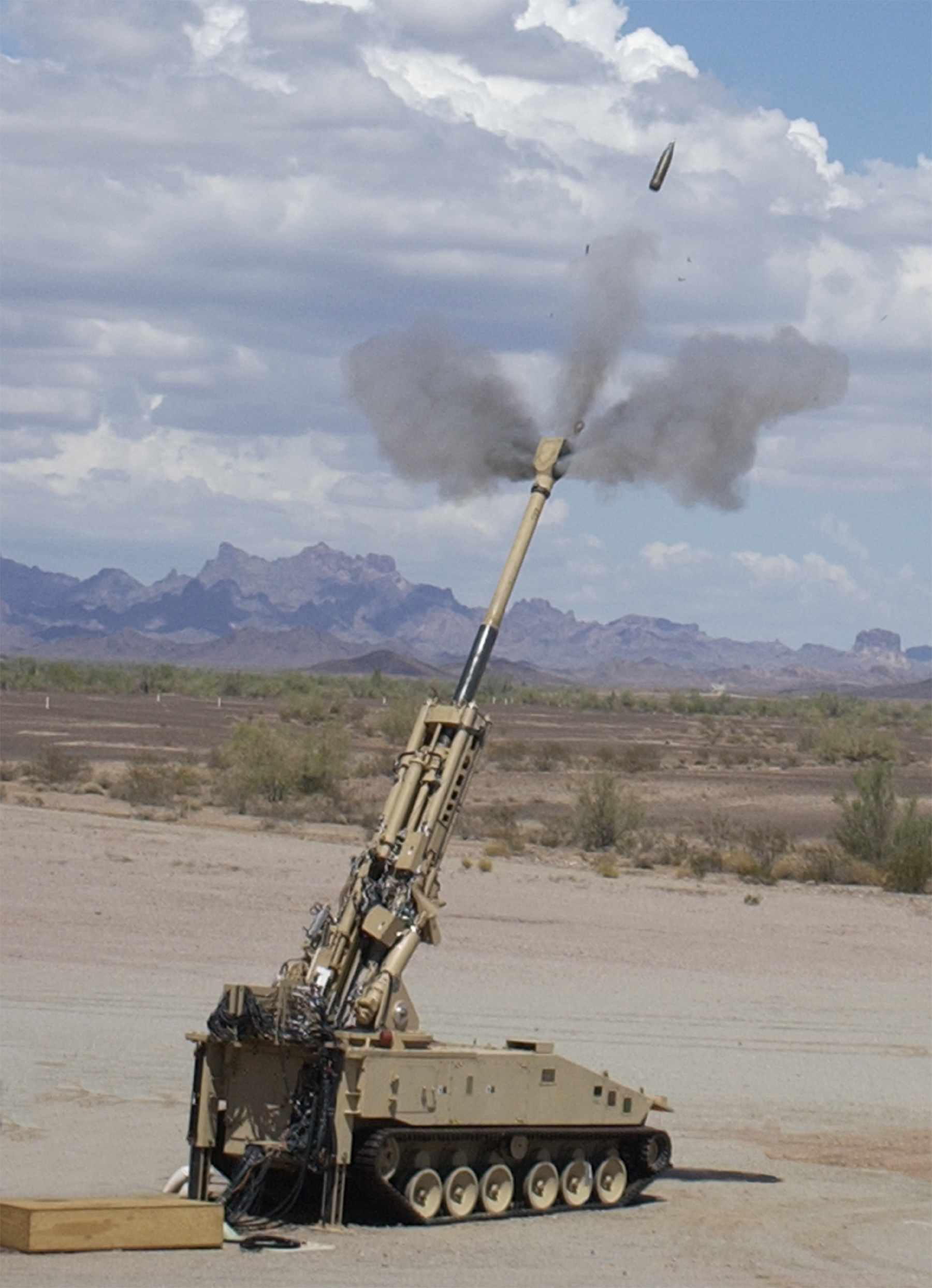
ユナイテッド・ディフェンスのNLOS-Cデモンストレーション (2003年)

BAEシステムズは、M777榴弾砲の砲身を備えたテストベッドを開発し、2006年初頭にデモンストレーター試験を完了した。
2008年5月、BAEは最初のNLOS-C試作車を発表。さらに試作1号車は、2008年6月にワシントンのナショナルモールで初めて公開された。2009年までに、8台の試作車がアリゾナ州のアメリカ陸軍ユマ試験場に納入された。 BAEは合計5台の試作車を製造した。
2009年4月、ロバート・ゲーツ国防長官はMGV計画の終了を勧告した。議会は、陸軍にNLOS-Cに別のイニシアチブとして引き続き取り組むように指示した。同年12月、国防総省調達・技術・兵站担当次官のアシュトン・カーターが、陸軍に計画を中止するよう指示した。 カーターは陸軍にパラディン改修計画(M109A7)を開始するよう指示した。NLOS-Cの電子類の一部と電気駆動装置はM109A7に統合された。